# WTA-toernooi van San Diego
Het WTA-toernooi van San Diego is een tennistoernooi voor vrouwen dat wordt georganiseerd in of nabij de Amerikaanse stad San Diego. De officiële naam van het toernooi is San Diego Open. Vanwege de locatie (Carlsbad in San Diego County) werd het toernooi in de periode 2011–2015 door de WTA aangeduid als WTA-toernooi van Carlsbad, maar ook daarvoor (sinds 1991) vond het al in de La Costa Resort & Spa van Carlsbad plaats.
De WTA organiseert het toernooi dat tot en met 2013 in de categorie "Premier" viel en wordt gespeeld op hardcourt. In de jaarlijkse US Open Series was dit tot en met 2013 het tweede vrouwentoernooi.
De eerste editie werd in 1971 gehouden, gewonnen door Billie Jean King. Tracy Austin en Steffi Graf zijn recordhouder met elk vier eindzeges. In 2014 vond het toernooi niet plaats.
In 2015 werd in Carlsbad onder de naam Carlsbad Classic opnieuw een WTA-toernooi gespeeld, in de categorie "Challenger". Dit was een eenmalige gebeurtenis.
Het duurde tot 2022 voor er weer in San Diego werd gespeeld, nu in de categorie WTA 500. Deze editie werd afgewerkt op het Barnes Tennis Center in de stad San Diego zelf. In eerste instantie georganiseerd in oktober, vindt het toernooi sinds 2024 in februari plaats.

## Officiële toernooinamen
- 1971: Virginia Slims of San Diego
- 1979–1982: Wells Fargo Open
- 1984: Ginny of San Diego
- 1985–1988: Virginia Slims of San Diego
- 1989–1990: American Bank Classic
- 1991–1993: Mazda Classic
- 1994–1998: Toshiba Classic
- 1999: TIG Classic
- 2000–2007: Acura Classic
- 2010–2012: Mercury Insurance Open
- 2013: Southern California Open
- 2015: Carlsbad Classic
- 2022–heden: San Diego Open

## Meervoudig winnaressen enkelspel
| speelster         | aantal titels | in de jaren            |
| ----------------- | ------------- | ---------------------- |
| Tracy Austin      | 4             | 1979–1982              |
| Steffi Graf       | 4             | 1989, 1990, 1993, 1994 |
| Venus Williams    | 3             | 2000–2002              |
| Jennifer Capriati | 2             | 1991, 1992             |
| Martina Hingis    | 2             | 1997, 1999             |
| Lindsay Davenport | 2             | 1998, 2004             |
| Maria Sjarapova   | 2             | 2006, 2007             |

## Finales

### Enkelspel
| Datum      | Naam                         | Cat.          | ($)           | Ondergrond        | Winnares               | Verliezend finaliste | Uitslag       |               |
| ---------- | ---------------------------- | ------------- | ------------- | ----------------- | ---------------------- | -------------------- | ------------- | ------------- |
| 1971-04-22 | Virginia Slims of San Diego  |               | 12.400        | hardcourt         | Billie Jean King       | Rosie Casals         | 3-6, 7-5, 6-1 |               |
| 1972–1977  | geen toernooi                | geen toernooi | geen toernooi | geen toernooi     | geen toernooi          | geen toernooi        | geen toernooi | geen toernooi |
| 1978-01-02 | Avon Futures of San Diego    |               | 20.000        | hardcourt, binnen | Marita Redondo         | Patricia Medrado     | 6-2, 6-4      |               |
| 1979-07-30 | Wells Fargo Open             |               | 75.000        | hardcourt, buiten | Tracy Austin           | Martina Navrátilová  | 6-4, 6-2      |               |
| 1980-07-28 | Wells Fargo Open             |               | 100.000       | hardcourt, buiten | Tracy Austin           | Wendy Turnbull       | 6-1, 6-3      |               |
| 1981-07-27 | Wells Fargo Open             |               | 125.000       | hardcourt, buiten | Tracy Austin           | Pam Shriver          | 6-2, 5-7, 6-2 |               |
| 1982-07-26 | Wells Fargo Open             |               | 125.000       | hardcourt, buiten | Tracy Austin           | Kathy Rinaldi        | 7-6, 6-3      |               |
| 1983       | geen toernooi                | geen toernooi | geen toernooi | geen toernooi     | geen toernooi          | geen toernooi        | geen toernooi | geen toernooi |
| 1984-09-17 | Ginny of San Diego           |               | 50.000        | hardcourt, buiten | Debbie Spence          | Betsy Nagelsen       | 6-3, 6-7, 6-4 | details       |
| 1985-04-22 | Virginia Slims of San Diego  |               | 75.000        | hardcourt, buiten | Annabel Croft          | Wendy Turnbull       | 6-0, 7-6      | details       |
| 1986-07-28 | Virginia Slims of San Diego  |               | 75.000        | hardcourt, buiten | Melissa Gurney         | Stephanie Rehe       | 6-2, 6-4      | details       |
| 1987-08-03 | Virginia Slims of San Diego  |               | 75.000        | hardcourt, buiten | Raffaella Reggi        | Anne Minter          | 6-0, 6-4      | details       |
| 1988-08-01 | Virginia Slims of San Diego  | Tier V        | 100.000       | hardcourt, buiten | Stephanie Rehe         | Ann Grossman         | 6-1, 6-1      | details       |
| 1989-07-31 | American Bank Classic        | Tier IV       | 200.000       | hardcourt, buiten | Steffi Graf            | Zina Garrison        | 6-4, 7-5      | details       |
| 1990-08-06 | American Bank Classic        | Tier III      | 225.000       | hardcourt, buiten | Steffi Graf            | Manuela Maleeva      | 6-3, 6-2      | details       |
| 1991-07-29 | Mazda Classic                | Tier III      | 225.000       | hardcourt, buiten | Jennifer Capriati      | Monica Seles         | 4-6, 6-1, 7-6 | details       |
| 1992-08-24 | Mazda Classic                | Tier III      | 225.000       | hardcourt, buiten | Jennifer Capriati      | Conchita Martínez    | 6-3, 6-2      | details       |
| 1993-08-02 | Mazda Classic                | Tier II       | 375.000       | hardcourt, buiten | Steffi Graf            | Arantxa Sánchez      | 6-4, 4-6, 6-1 | details       |
| 1994-08-01 | Toshiba Classic              | Tier II       | 400.000       | hardcourt, buiten | Steffi Graf            | Arantxa Sánchez      | 6-2, 6-1      | details       |
| 1995-07-31 | Toshiba Classic              | Tier II       | 430.000       | hardcourt, buiten | Conchita Martínez      | Lisa Raymond         | 6-3, 6-4      | details       |
| 1996-08-19 | Toshiba Classic              | Tier II       | 450.000       | hardcourt, buiten | Kimiko Date            | Arantxa Sánchez      | 3-6, 6-3, 6-0 | details       |
| 1997-07-28 | Toshiba Classic              | Tier II       | 450.000       | hardcourt, buiten | Martina Hingis         | Monica Seles         | 6-4, 6-0      | details       |
| 1998-08-03 | Toshiba Classic              | Tier II       | 450.000       | hardcourt, buiten | Lindsay Davenport      | Mary Pierce          | 6-3, 6-1      | details       |
| 1999-08-02 | TIG Classic                  | Tier II       | 520.000       | hardcourt, buiten | Martina Hingis         | Venus Williams       | 6-4, 6-0      | details       |
| 2000-07-31 | Acura Classic                | Tier II       | 535.000       | hardcourt, buiten | Venus Williams         | Monica Seles         | 6-0, 6-7, 6-2 | details       |
| 2001-07-30 | Acura Classic                | Tier II       | 750.000       | hardcourt, buiten | Venus Williams         | Monica Seles         | 6-2, 6-3      | details       |
| 2002-07-29 | Acura Classic                | Tier II       | 775.000       | hardcourt, buiten | Venus Williams         | Jelena Dokić         | 6-2, 6-2      | details       |
| 2003-07-28 | Acura Classic                | Tier II       | 1.000.000     | hardcourt, buiten | Justine Henin-Hardenne | Kim Clijsters        | 3-6, 6-2, 6-3 | details       |
| 2004-07-26 | Acura Classic                | Tier I        | 1.300.000     | hardcourt, buiten | Lindsay Davenport      | Anastasija Myskina   | 6-1, 6-1      | details       |
| 2005-08-01 | Acura Classic                | Tier I        | 1.300.000     | hardcourt, buiten | Mary Pierce            | Ai Sugiyama          | 6-0, 6-3      | details       |
| 2006-07-31 | Acura Classic                | Tier I        | 1.340.000     | hardcourt, buiten | Maria Sjarapova        | Kim Clijsters        | 7-5, 7-5      | details       |
| 2007-07-30 | Acura Classic                | Tier I        | 1.340.000     | hardcourt, buiten | Maria Sjarapova        | Patty Schnyder       | 6-3, 6-2      | details       |
| 2008–2009  | geen toernooi                | geen toernooi | geen toernooi | geen toernooi     | geen toernooi          | geen toernooi        | geen toernooi | geen toernooi |
| 2010-08-02 | Mercury Insurance Open       | Premier       | 700.000       | hardcourt, buiten | Svetlana Koeznetsova   | Agnieszka Radwańska  | 6-4, 6-7, 6-3 | details       |
| 2011-08-01 | Mercury Insurance Open (C)   | Premier       | 721.000       | hardcourt, buiten | Agnieszka Radwańska    | Vera Zvonarjova      | 6-3, 6-4      | details       |
| 2012-07-16 | Mercury Insurance Open (C)   | Premier       | 740.000       | hardcourt, buiten | Dominika Cibulková     | Marion Bartoli       | 6-1, 7-5      | details       |
| 2013-07-29 | Southern California Open (C) | Premier       | 795.707       | hardcourt, buiten | Samantha Stosur        | Viktoryja Azarenka   | 6-2, 6-3      | details       |
| 2014       | geen toernooi                | geen toernooi | geen toernooi | geen toernooi     | geen toernooi          | geen toernooi        | geen toernooi | geen toernooi |
| 2015-11-23 | Carlsbad Classic (C)         | Challenger    | 125.000       | hardcourt, buiten | Yanina Wickmayer       | Nicole Gibbs         | 6-3, 7-6      | details       |
| 2016–2021  | geen toernooi                | geen toernooi | geen toernooi | geen toernooi     | geen toernooi          | geen toernooi        | geen toernooi | geen toernooi |
| 2022-10-10 | San Diego Open               | WTA 500       | 757.900       | hardcourt, buiten | Iga Świątek            | Donna Vekić          | 6-3, 3-6, 6-0 | details       |
| 2023-09-11 | San Diego Open               | WTA 500       | 780.637       | hardcourt, buiten | Barbora Krejčíková     | Sofia Kenin          | 6-4, 2-6, 6-4 | details       |
| 2024-02-26 | San Diego Open               | WTA 500       | 922.573       | hardcourt, buiten | Katie Boulter          | Marta Kostjoek       | 5-7, 6-2, 6-2 | details       |

- (C) Officieel door de WTA aangeduid als toernooi van Carlsbad.

### Dubbelspel
| Datum      | Naam                         | Cat.          | ($)           | Ondergrond        | Winnaressen                              | Verliezend finalistes                | Uitslag          |               |
| ---------- | ---------------------------- | ------------- | ------------- | ----------------- | ---------------------------------------- | ------------------------------------ | ---------------- | ------------- |
| 1971-04-22 | Virginia Slims of San Diego  |               | 12.400        | hardcourt         | Rosie Casals Billie Jean King            | Françoise Dürr Judy Tegart-Dalton    | 6-7, 6-2, 6-3    |               |
| 1972–1977  | geen toernooi                | geen toernooi | geen toernooi | geen toernooi     | geen toernooi                            | geen toernooi                        | geen toernooi    | geen toernooi |
| 1978-01-02 | Avon Futures of San Diego    |               | 20.000        | hardcourt, binnen | Bunny Bruning Rayni Fox                  | Lea Antonoplis Valerie Ziegenfuss    | 3-6, 7-6, 6-2    |               |
| 1979-07-30 | Wells Fargo Open             |               | 75.000        | hardcourt, buiten | Rosie Casals Martina Navrátilová         | Betty-Ann Grubb Ann Kiyomura         | 3-6, 6-4, 6-2    |               |
| 1980-07-28 | Wells Fargo Open             |               | 100.000       | hardcourt, buiten | Tracy Austin Ann Kiyomura                | Rosie Casals Wendy Turnbull          | 3-6, 6-4, 6-3    |               |
| 1981-07-27 | Wells Fargo Open             |               | 125.000       | hardcourt, buiten | Kathy Jordan Candy Reynolds              | Rosie Casals Pam Shriver             | 6-1, 2-6, 6-4    |               |
| 1982-07-26 | Wells Fargo Open             |               | 125.000       | hardcourt, buiten | Kathy Jordan Paula Smith                 | Patrica Medrado Cláudia Monteiro     | 6-3, 5-7, 7-6    |               |
| 1983       | geen toernooi                | geen toernooi | geen toernooi | geen toernooi     | geen toernooi                            | geen toernooi                        | geen toernooi    | geen toernooi |
| 1984-09-17 | Ginny of San Diego           |               | 50.000        | hardcourt, buiten | Betsy Nagelsen Paula Smith               | Terry Holladay Iwona Kuczyńska       | 6-2, 6-4         | details       |
| 1985-04-22 | Virginia Slims of San Diego  |               | 75.000        | hardcourt, buiten | Candy Reynolds Wendy Turnbull            | Rosalyn Fairbank Susan Leo           | 6-4, 6-0         | details       |
| 1986-07-28 | Virginia Slims of San Diego  |               | 75.000        | hardcourt, buiten | Beth Herr Alycia Moulton                 | Elise Burgin Rosalyn Fairbank        | 5-7, 6-2, 6-4    | details       |
| 1987-08-03 | Virginia Slims of San Diego  |               | 75.000        | hardcourt, buiten | Jana Novotná Catherine Suire             | Elise Burgin Sharon Walsh-Pete       | 6-3, 6-4         | details       |
| 1988-08-01 | Virginia Slims of San Diego  | Tier V        | 100.000       | hardcourt, buiten | Patty Fendick Jill Hetherington          | Betsy Nagelsen Dinky Van Rensburg    | 7-6, 6-4         | details       |
| 1989-07-31 | American Bank Classic        | Tier IV       | 200.000       | hardcourt, buiten | Elise Burgin Rosalyn Fairbank-Nideffer   | Gretchen Magers Robin White          | 4-6, 6-3, 6-3    | details       |
| 1990-08-06 | American Bank Classic        | Tier III      | 225.000       | hardcourt, buiten | Patty Fendick Zina Garrison              | Elise Burgin R Fairbank-Nideffer     | 6-4, 7-6         | details       |
| 1991-07-29 | Mazda Classic                | Tier III      | 225.000       | hardcourt, buiten | Jill Hetherington Kathy Rinaldi          | Gigi Fernández Nathalie Tauziat      | 6-4, 3-6, 6-2    | details       |
| 1992-08-24 | Mazda Classic                | Tier III      | 225.000       | hardcourt, buiten | Jana Novotná Larisa Neiland              | Conchita Martínez Mercedes Paz       | 6-1, 6-4         | details       |
| 1993-08-02 | Mazda Classic                | Tier II       | 375.000       | hardcourt, buiten | Gigi Fernández Helena Suková             | Pam Shriver Elizabeth Smylie         | 6-4, 6-3         | details       |
| 1994-08-01 | Toshiba Classic              | Tier II       | 400.000       | hardcourt, buiten | Jana Novotná Arantxa Sánchez             | Ginger Helgeson Rachel McQuillan     | 6-3, 6-3         | details       |
| 1995-07-31 | Toshiba Classic              | Tier II       | 430.000       | hardcourt, buiten | Gigi Fernández Natallja Zverava          | A Dechaume-Balleret Sandrine Testud  | 6-2, 6-1         | details       |
| 1996-08-19 | Toshiba Classic              | Tier II       | 450.000       | hardcourt, buiten | Gigi Fernández Conchita Martínez         | Arantxa Sánchez Larisa Neiland       | 4-6, 6-3, 6-4    | details       |
| 1997-07-28 | Toshiba Classic              | Tier II       | 450.000       | hardcourt, buiten | Martina Hingis Arantxa Sánchez           | Amy Frazier Kimberly Po              | 6-3, 7-5         | details       |
| 1998-08-03 | Toshiba Classic              | Tier II       | 450.000       | hardcourt, buiten | Lindsay Davenport Natallja Zverava       | Alexandra Fusai Nathalie Tauziat     | 6-4, 6-1         | details       |
| 1999-08-02 | TIG Classic                  | Tier II       | 520.000       | hardcourt, buiten | Lindsay Davenport Corina Morariu         | Serena Williams Venus Williams       | 6-4, 6-1         | details       |
| 2000-07-31 | Acura Classic                | Tier II       | 535.000       | hardcourt, buiten | Lisa Raymond Rennae Stubbs               | Lindsay Davenport Anna Koernikova    | 4-6, 6-3, 7-6    | details       |
| 2001-07-30 | Acura Classic                | Tier II       | 750.000       | hardcourt, buiten | Cara Black Jelena Lichovtseva            | Martina Hingis Anna Koernikova       | 6-4, 1-6, 6-4    | details       |
| 2002-07-29 | Acura Classic                | Tier II       | 775.000       | hardcourt, buiten | Jelena Dementjeva Janette Husárová       | Daniela Hantuchová Ai Sugiyama       | 6-2, 6-4         | details       |
| 2003-07-28 | Acura Classic                | Tier II       | 1.000.000     | hardcourt, buiten | Kim Clijsters Ai Sugiyama                | Lindsay Davenport Lisa Raymond       | 6-4, 7-5         | details       |
| 2004-07-26 | Acura Classic                | Tier I        | 1.300.000     | hardcourt, buiten | Cara Black Rennae Stubbs                 | Virginia Ruano Pascual Paola Suárez  | 4-6, 6-1, 6-4    | details       |
| 2005-08-01 | Acura Classic                | Tier I        | 1.300.000     | hardcourt, buiten | Conchita Martínez Virginia Ruano Pascual | Daniela Hantuchová Ai Sugiyama       | 6-7, 6-1, 7-5    | details       |
| 2006-07-31 | Acura Classic                | Tier I        | 1.340.000     | hardcourt, buiten | Cara Black Rennae Stubbs                 | Anna-Lena Grönefeld Meg Shaughnessy  | 6-2, 6-2         | details       |
| 2007-07-30 | Acura Classic                | Tier I        | 1.340.000     | hardcourt, buiten | Cara Black Liezel Huber                  | Anna Tsjakvetadze Viktoryja Azarenka | 7-5, 6-3         | details       |
| 2008–2009  | geen toernooi                | geen toernooi | geen toernooi | geen toernooi     | geen toernooi                            | geen toernooi                        | geen toernooi    | geen toernooi |
| 2010-08-02 | Mercury Insurance Open       | Premier       | 700.000       | hardcourt, buiten | Maria Kirilenko Zheng Jie                | Lisa Raymond Rennae Stubbs           | 6-4, 6-4         | details       |
| 2011-08-01 | Mercury Insurance Open (C)   | Premier       | 721.000       | hardcourt, buiten | Květa Peschke Katarina Srebotnik         | Raquel Kops-Jones Abigail Spears     | 6-4, 6-4         | details       |
| 2012-07-16 | Mercury Insurance Open (C)   | Premier       | 740.000       | hardcourt, buiten | Raquel Kops-Jones Abigail Spears         | Vania King Nadja Petrova             | 6-2, 6-4         | details       |
| 2013-07-29 | Southern California Open (C) | Premier       | 795.707       | hardcourt, buiten | Raquel Kops-Jones Abigail Spears         | Chan Hao-ching Janette Husárová      | 6-4, 6-1         | details       |
| 2014       | geen toernooi                | geen toernooi | geen toernooi | geen toernooi     | geen toernooi                            | geen toernooi                        | geen toernooi    | geen toernooi |
| 2015-11-23 | Carlsbad Classic (C)         | Challenger    | 125.000       | hardcourt, buiten | Gabriela Cé Verónica Cepede Royg         | Oksana Kalasjnikova Tatjana Maria    | 1-6, 6-4, [10-8] | details       |
| 2016–2021  | geen toernooi                | geen toernooi | geen toernooi | geen toernooi     | geen toernooi                            | geen toernooi                        | geen toernooi    | geen toernooi |
| 2022-10-10 | San Diego Open               | WTA 500       | 757.900       | hardcourt, buiten | Cori Gauff Jessica Pegula                | Gabriela Dabrowski Giuliana Olmos    | 1-6, 7-5, [10-4] | details       |
| 2023-09-11 | San Diego Open               | WTA 500       | 780.637       | hardcourt, buiten | Barbora Krejčíková Kateřina Siniaková    | Danielle Collins Coco Vandeweghe     | 6-1, 6-4         | details       |
| 2024-02-26 | San Diego Open               | WTA 500       | 922.573       | hardcourt, buiten | Nicole Melichar-Martinez Ellen Perez     | Desirae Krawczyk Jessica Pegula      | 6-1, 6-2         | details       |

- (C) Officieel door de WTA aangeduid als toernooi van Carlsbad.